# Jakub Kiełb
Jakub Kiełb (Jarocin, 15 luglio 1993) è un calciatore polacco, difensore del Warta Poznań.

## Caratteristiche tecniche
È un terzino sinistro. È stato schierato anche come esterno di centrocampo, o addirittura in un tridente offensivo.

## Carriera

### Gli inizi
Dopo aver mosso i primi passi calcistici con lo Jarota Jarocin viene acquistato dall'SMS Łódź, club dell'omonima città incentrato sul settore giovanile. Qua arriva fino alla prima squadra, debuttando in III liga, quarto livello del calcio polacco. Le sue buone prestazioni convincono il Tur Turek a puntare su di lui per la II liga, dove esordisce da titolare il 23 luglio 2011 nel match interno contro il Bałtyk Gdynia. Il 1º ottobre dello stesso anno, nella gara vinta per 2-0 contro il Bytovia Bytów, segna anche la sua prima rete da professionista, sbloccando il risultato. Riconfermato anche per la stagione successiva, disputa da titolare tutto il girone d'andata venendo acquistato nel mercato di riparazione dall'ŁKS Łódź. Qua, tuttavia, resta appena due gare, prima di fare ritorno al Tur Turek chiudendo così il campionato.

### Nieciecza, Chrobry e il ritorno a Jarocin
Nonostante il breve periodo con la maglia dell'ŁKS, Kiełb dimostra di essere pronto al salto di categoria, e torna nuovamente in seconda divisione per la stagione 2013-2014, firmando con il Bruk-Bet Termalica Nieciecza, club in ascesa nel panorama calcistico polacco. Qua gioca regolarmente nel girone d'andata, restando invece seduto in panchina del girone di ritorno. Ciononostante riesce a realizzare una rete, il 21 settembre, nella trasferta vittoriosa contro il GKS Tychy.
La stagione successiva viene ceduto in prestito al Chrobry, sempre in I liga, dove tuttavia gioca appena cinque gare, realizzando una rete.
Fuori dai piani del Nieciecza, nel frattempo promosso in Ekstraklasa, fa ritorno allo Jarota Jarocin, scendendo addirittura di due categorie. Qua disputa diciassette gare, prima di rimanere svincolato.

### Warta Poznań
Il 29 luglio 2016 passa al Warta Poznań, militante allora in II Liga. Qua diventa subito titolare,venendo impiegato per la prima volta con regolarità nel ruolo di terzino sinistro dal tecnico Petr Němec. Con gli Zieloni diventa una vera e propria icona, conquistando prima nel 2016-2017 una promozione in I liga, e nel 2019-2020, con Piotr Tworek al comando, un'ancora più inaspettata promozione in Ekstraklasa, massimo livello del calcio polacco. Debutta in questa categoria il 23 agosto, nella gara persa per 1-0 contro il Lechia Gdańsk. Il 30 gennaio 2021, nella gara interna contro il Cracovia, realizza la sua prima rete con un sinistro al volo che trafigge Karol Niemczycki. Una settimana più tardi, complice l'infortunio di Kieliba, diventa anche capitano degli Zieloni, carica che mantiene sino al termine del campionato, conclusosi con un sorprendente quinto posto che fa sfiorare una storica qualificazione in Europa Conference League.
Nel 2021-2022, con Kieliba ancora fuori dai giochi, diventa de facto il capitano del Warta, intervallandosi con Matuszewski nel ruolo di terzino sinistro, a causa delle regole del campionato polacco che vogliono obbligatoriamente un U22 in campo.

## Statistiche

### Presenze e reti nei club
Statistiche aggiornate al 22 maggio 2022.
| Stagione        | Squadra         | Campionato      | Campionato | Campionato | Coppe nazionali | Coppe nazionali | Coppe nazionali | Coppe continentali | Coppe continentali | Coppe continentali | Altre coppe | Altre coppe | Altre coppe | Totale | Totale |
| Stagione        | Squadra         | Comp            | Pres       | Reti       | Comp            | Pres            | Reti            | Comp               | Pres               | Reti               | Comp        | Pres        | Reti        | Pres   | Reti   |
| --------------- | --------------- | --------------- | ---------- | ---------- | --------------- | --------------- | --------------- | ------------------ | ------------------ | ------------------ | ----------- | ----------- | ----------- | ------ | ------ |
| 2011-2012       | Tur Turek       | 2L              | 16         | 1          | PP              | 1               | 0               | -                  | -                  | -                  | -           | -           | -           | 17     | 1      |
| 2012-2013       | Tur Turek       | 2L              | 28         | 0          | PP              | 2               | 0               | -                  | -                  | -                  | -           | -           | -           | 30     | 1      |
| 2013            | ŁKS             | 1L              | 2          | 0          | PP              | 0               | 0               | -                  | -                  | -                  | -           | -           | -           | 2      | 0      |
| 2013-2014       | Nieciecza       | 1L              | 18         | 1          | PP              | 0               | 0               | -                  | -                  | -                  | -           | -           | -           | 18     | 1      |
| 2014-2015       | Chrobry Głogów  | 1L              | 5          | 1          | PP              | 2               | 0               | -                  | -                  | -                  | -           | -           | -           | 7      | 1      |
| 2015-2016       | Jarota Jarocin  | 3L              | 17         | 0          | PP              | 0               | 0               | -                  | -                  | -                  | -           | -           | -           | 17     | 0      |
| 2016-2017       | Warta Poznań    | 2L              | 24         | 1          | PP              | 0               | 0               | -                  | -                  | -                  | -           | -           | -           | 24     | 1      |
| 2017-2018       | Warta Poznań    | 2L              | 20         | 1          | PP              | 0               | 0               | -                  | -                  | -                  | -           | -           | -           | 20     | 1      |
| 2018-2019       | Warta Poznań    | 1L              | 31         | 2          | PP              | 1               | 0               | -                  | -                  | -                  | -           | -           | -           | 32     | 2      |
| 2019-2020       | Warta Poznań    | 1L              | 32         | 3          | PP              | 1               | 0               | -                  | -                  | -                  | -           | -           | -           | 33     | 3      |
| 2020-2021       | Warta Poznań    | E               | 23         | 1          | PP              | 3               | 0               | -                  | -                  | -                  | -           | -           | -           | 26     | 1      |
| 2021-2022       | Warta Poznań    | E               | 25         | 0          | PP              | 1               | 0               | -                  | -                  | -                  | -           | -           | -           | 26     | 0      |
| Totale carriera | Totale carriera | Totale carriera | 241        | 11         |                 | 11              | 0               |                    | -                  | -                  |             | -           | -           | 252    | 11     |